# Adelong
Adelong est une petite ville se trouvant dans la Zone d'administration locale du Comté de Tumut dans la région de South West Slopes en Nouvelle-Galles du Sud (Australie) à 160 kilomètres de Canberra, à 410 km de Sydney sur la Snowy Mountains Highway. Elle compte 829 habitants en 2006 pour une superficie de 21,089 km2.
Le nom de la ville semble être d'origine aborigène.
La ville fut créée dans les années 1840 lorsqu'on découvrit de l'or dans la région. À son apogée, la population de la ville dépassait les 30 000 habitants. L'exploitation de l'or s'acheva à la fin du XIXe siècle et la région se reconvertit dans l'élevage du mouton mérinos et du bœuf.